# ボンバルディア チャレンジャー 300
チャレンジャー 300/350
[BD-100-1A10]
- 用途：ビジネスジェット
- 製造者：ボンバルディア・エアロスペース
- 初飛行：2001年8月14日[1]
- 生産数：
300 : 450機超 (2014年時点)[2]
350 : 300機 (2019年7月時点)[3]
- 生産開始：2001年-
- 運用状況：運用中
300 : 生産終了
350 : 販売中
- ユニットコスト：
300 : 1,740万ドル (2004年)[4]
350 : 2,667万ドル (2015年)[5]

ボンバルディア チャレンジャー 300 (Bombardier Challenger 300) は、ボンバルディア・エアロスペース社が開発した高性能な中型 (super-midsize) のビジネスジェットで、5,741km (3,100海里) の航続距離を持つ。1999年に発表され、2004年に市場投入された。チャレンジャー 350は、2014年に投入された派生機で、航続距離が5,926km (3,200海里) に延ばされている。なお、300シリーズは600シリーズや800シリーズの派生機ではなく、新設計されたシリーズである。

## 開発

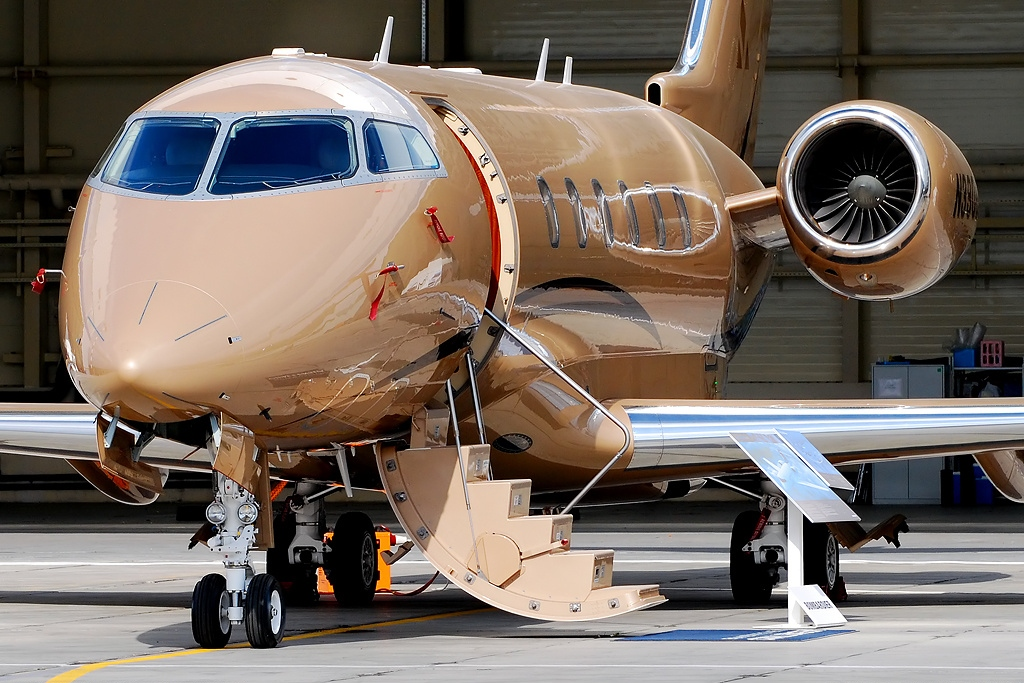
クローズアップ : 先端、展開した搭乗口、エンジン

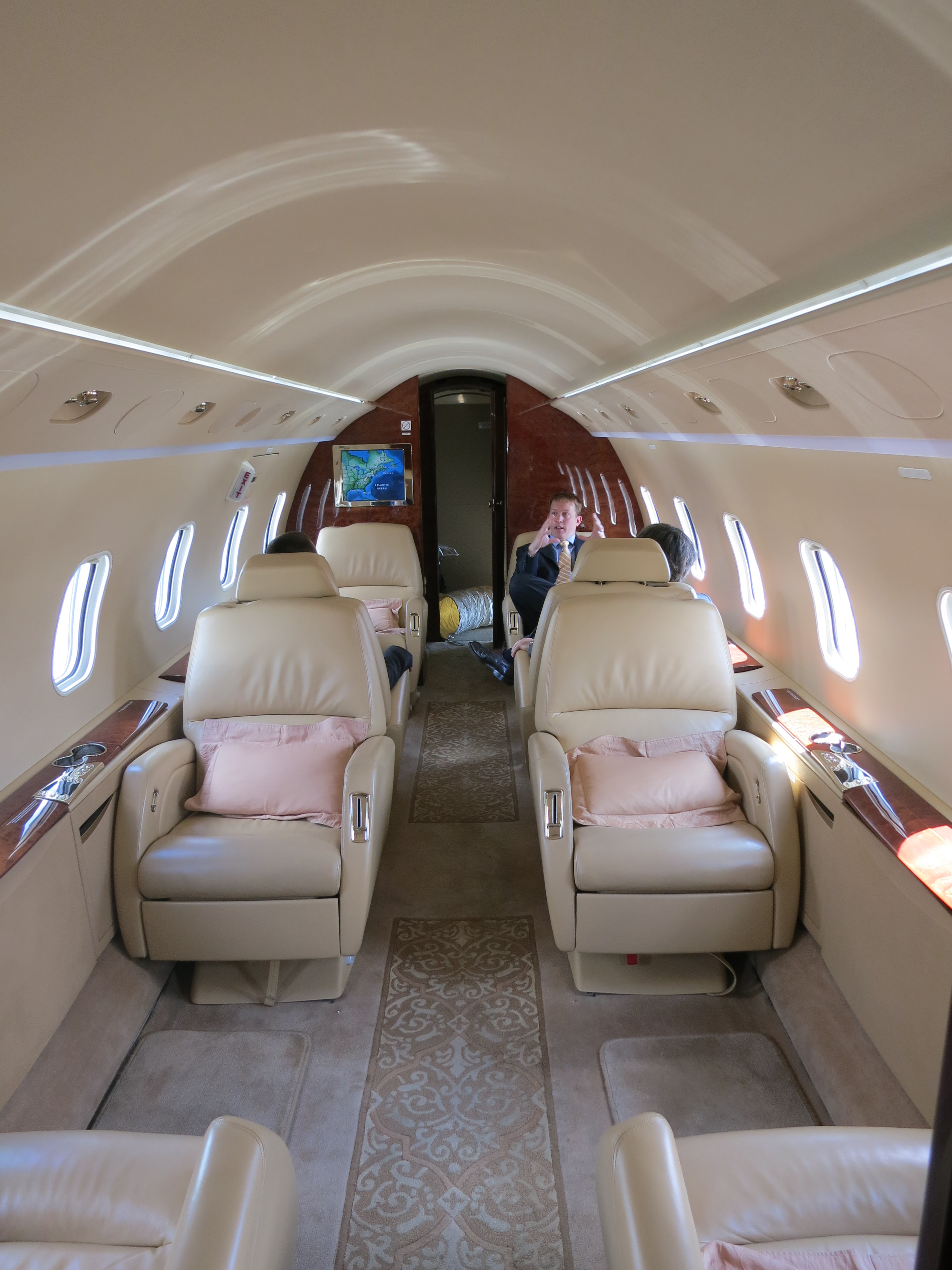
キャビン

### チャレンジャー 300
チャレンジャー 300は、1999年のパリ航空ショーでボンバルディア・コンチネンタルとして発表された。完全新設計の機体であり、2003年3月31日にカナダ運輸省、6月4日にアメリカ、7月31日にヨーロッパの型式証明を取得した。カンザス州ウィチタで生産された機体が、2004年1月8日からフレックスジェット社で商業運航を始めた。
その超臨界翼は固定翼で27%の後退角を持っている。1.15 m (3.8 ft)のウィングレットは巡航時の誘導抗力を最大17%軽減する。高度12,497m (41,000 ft)へは最大離陸重量・国際標準大気の条件下で、455 kgの燃料消費で18分で到達する。そして14,330 kgの機体は、マッハ 0.8 (824km/h)では1時間あたり680kgの燃費で、マッハ 0.83 (861km/h)では1時間あたり875kgの燃費で飛行できる。
胴体と翼はアルミ製のセミモノコック構造であり、ウィングレットは複合材である。外側エルロンは手動で操作される。昇降舵と方向舵は機械式バックアップを持つ油圧式である。フライ・バイ・ワイヤ制御のスポイラーはロール制御の効果を高めたり、スピードブレーキとして作用したり、着陸時に揚力を減少させたりする。油圧式の一枚羽根のファウラーフラップは、4段階の設定角度(0,10,20,30度)を持っている。
このモデルは現在は生産されていない。

### チャレンジャー 350

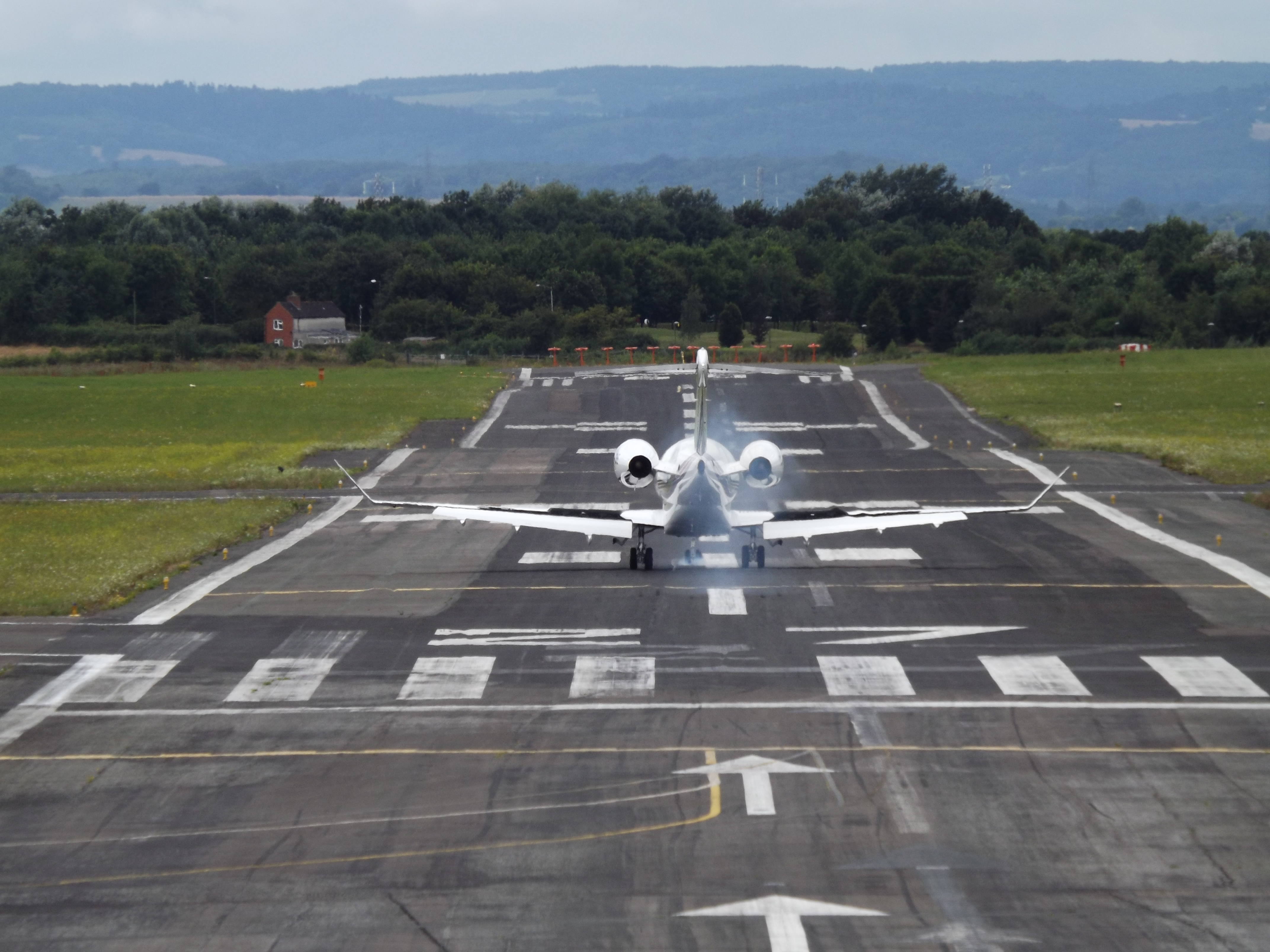
350の主な外見的違いは、ウィングレットが垂直ではなく斜めになっていることである

2013年3月2日に初飛行した改良型は、5月のEBACE(ヨーロッパ・ビジネス航空博覧会)で公表された。そして、2014年5月に就航予定である。ホットセクションの変更とFADEC(エンジン制御装置)は、ハネウェル製のHTF7350エンジンの離陸推力を7.3%増強させて32.57 kNとした。定格出力と耐久性、信頼性は同一水準を維持している。さらに、斜めのウィングレットを持つ強化翼や、翼幅の拡大によって、燃料満載時の積載量が410 kg (900 lb)増加した。20%高くなったキャビン窓を備え、より高級感のあるインテリアになったこともあり、価格は100万ドル増しの2,590万ドルとなった。ローンチカスタマーであるネットジェッツは、75機を確定発注し、さらに125機をオプション発注した。
350は、2014年6月11日にカナダ運輸省から、6月25日にFAA (アメリカ連邦航空局)から、9月2日にEASA (欧州航空安全機関)から型式証明を受けた。斜めのウィングレットは遷音速での抗力を和らげる鋭角をしており、翼幅が1.6m広がった。これにより、翼の面積やアスペクト比が大きくなっている。13,700kgの機体は、マッハ 0.8 (843km/h)で巡航し、その際は1時間あたり696kgの燃費とされている。350のメンテナンスプログラムは飛行1時間あたり277ドルで提供され、検査間隔は600時間とされる。
350は、長距離巡航時には8人の乗客を乗せてマッハ 0.8 (849km/h)で5,926km飛ぶことができる 。また、350はカナダで生産されている。

## 運用歴

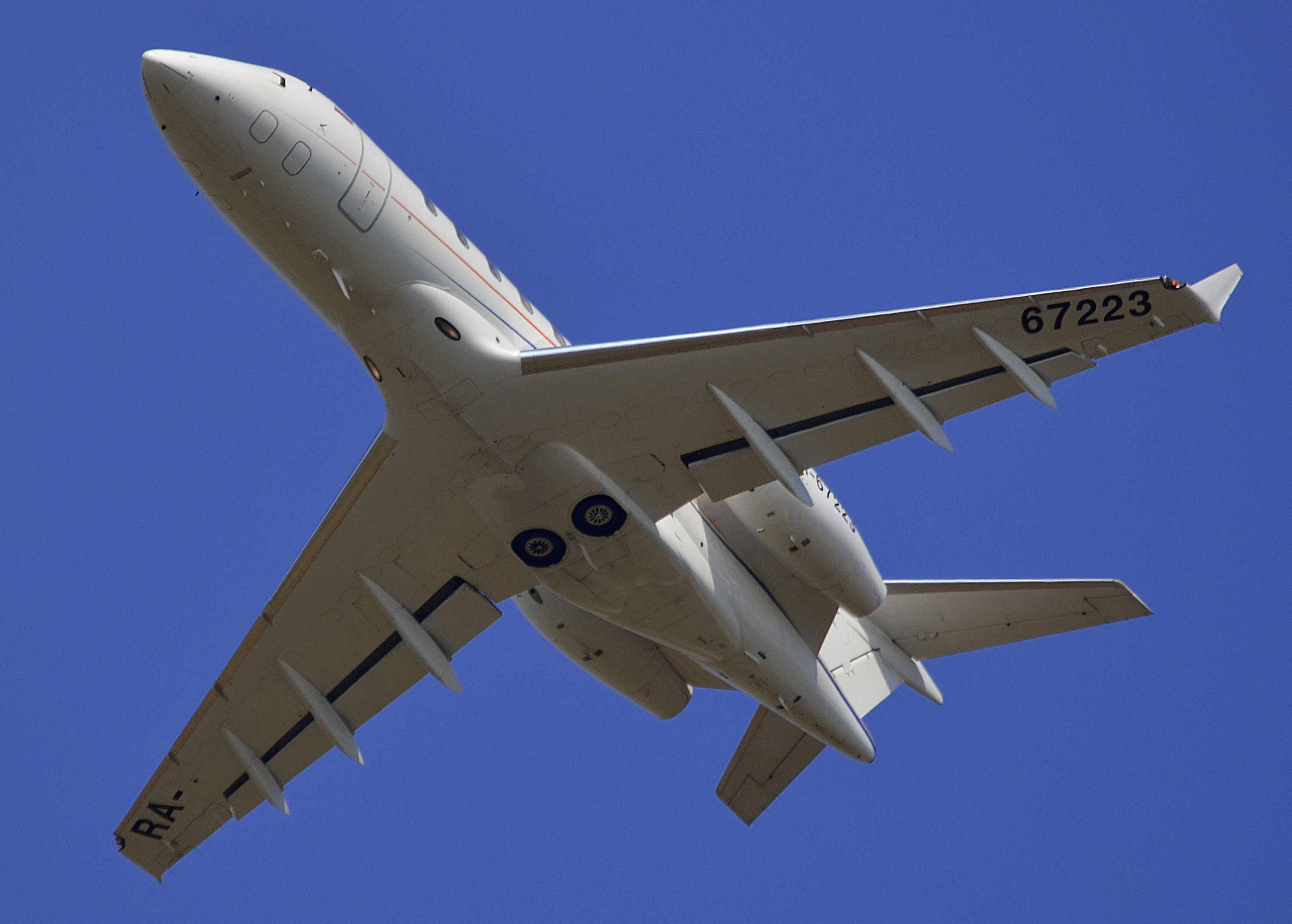
底部 : 収納された降着装置、露出している車輪、後退翼

2014年11月時点で累積飛行時間は100万時間近くになっており、448機のチャレンジャー 300が運用中で、定時出発率は99.79%であった。機齢5年の機体は当初の64%の価値を維持していた。2015年末時点で、550機のチャレンジャー 300/350が運用されており、402機がアメリカ、75機が西ヨーロッパ、37機がラテンアメリカ、12機が東ヨーロッパ、7機がインド、6機がアフリカと中国、4機がアジア太平洋地域、1機が中東にあった。最大の運航者は300を30機、350を7機運用するフレックスジェットである。4機のネットジェッツ・ヨーロッパ分を含めて計26機を受領したネットジェッツが続く。
2017年、ボンバルディアはエンブラエル レガシー 500の登場を受け、その2,000万ドルという価格に対抗できるように、チャレンジャー 300/350の価格を700万ドル引き下げた。先代の300は2014年までに450機超が引き渡され、後継の350は2019年7月に300機目が引き渡された。

## スペック
| 概要                        | 概要                                                                                                 | 概要 | 概要 | 概要 | 概要 | 概要 | 概要 | 概要 | 概要 |
| --------------------------- | --- | --- | ---- | ---- | ---- | ---- | ---- | ---- | ---- |
| モデル                      | チャレンジャー 300                                                                                   | チャレンジャー 350 |      |      |      |      |      |      |      |
| 乗員                        | 2人                                                                                                  | 2人 |      |      |      |      |      |      |      |
| 乗客数                      | 8-9人                                                                                                | 9人 |      |      |      |      |      |      |      |
| 全長                        | 20.92 m                                                                                              | 20.92 m |      |      |      |      |      |      |      |
| 全幅                        | 19.46 m                                                                                              | 21.0 m |      |      |      |      |      |      |      |
| 全高                        | 6.20 m                                                                                               | 6.1 m |      |      |      |      |      |      |      |
| 翼面積                      | 48.5 m2                                                                                              | 48.5 m2 |      |      |      |      |      |      |      |
| アスペクト比                | 7.81                                                                                                 | 9.09 |      |      |      |      |      |      |      |
| 重量                        | | |      |      |      |      |      |      |      |
| 最大離陸重量                | 17,622 kg                                                                                            | 18,416 kg |      |      |      |      |      |      |      |
| 基本運航重量                | 10,659 kg                                                                                            | 11,249 kg |      |      |      |      |      |      |      |
| 最大燃料                    | 6,418 kg                                                                                             | 6,418 kg |      |      |      |      |      |      |      |
| 最大積載量                  | 1,588 kg                                                                                             | 1,542 kg |      |      |      |      |      |      |      |
| 翼面荷重                    | 363.3 kg/m2                                                                                          | 379.7 kg/m2 |      |      |      |      |      |      |      |
| エンジン                    | | |      |      |      |      |      |      |      |
| ターボファン (2基)          | ハネウェル HTF7000                                                                                   | ハネウェル HTF7350 |      |      |      |      |      |      |      |
| 推進力                      | 30.4 kN                                                                                              | 33 kN |      |      |      |      |      |      |      |
| 性能                        | | |      |      |      |      |      |      |      |
| 最高速度                    | マッハ 0.82 (870 km/h)                                                                               | マッハ 0.83 (882 km/h) |      |      |      |      |      |      |      |
| 巡航速度                    | マッハ 0.80 (850 km/h)                                                                               | マッハ 0.80 (850 km/h) |      |      |      |      |      |      |      |
| 航続距離                    | 5,741 km (3,100 海里)                                                                                | 5,926 km (3,200 海里) |      |      |      |      |      |      |      |
| 最大巡航高度                | 13,716 m                                                                                             | 13,716 m |      |      |      |      |      |      |      |
| 離陸距離                    | 1,466 m                                                                                              | 1,474 m |      |      |      |      |      |      |      |
| 着陸距離                    | 792 m                                                                                                | 826 m |      |      |      |      |      |      |      |
| アビオニクス (航空電子機器) | | |      |      |      |      |      |      |      |
| 共通                        | - ロックウェル・コリンズ Pro Line 21 - エンジン計器・乗員警告システム - メンテナンス診断コンピュータ | - ロックウェル・コリンズ Pro Line 21 - エンジン計器・乗員警告システム - メンテナンス診断コンピュータ |      |      |      |      |      |      |      |
| 個別                        | - LCDディスプレイ 4基 - 対地接近警報装置 - 空中衝突防止装置 (TCAS II) - 航空機用救命無線機           | - 環境適応型LCDディスプレイ 4基 - LPV進入とRNP進入が可能な二重化された飛行管理装置 - 合成視覚装置 - 多重スキャン型気象レーダー - 二重化された慣性航法装置 - GPSを補強する二重化された衛星型航法補強システム - 統合型電子飛行計器システム - 二重化された超短波・短波無線 |      |      |      |      |      |      |      |